# 小行星9207
小行星9207（英語：9207 Petersmith）是一颗围绕太阳公转的小行星。1994年9月29日，太空监视在基特峰发现了此天体。
这颗小行星的绝对星等为234.78604等。